# 阿尔内·约恩森
阿尔内·约恩森（丹麥語：Arne Jørgensen，1897年7月15日—1989年2月16日），生于奧胡斯自治市，丹麦男子竞技体操运动员。他曾代表丹麦获得1920年夏季奥运会体操比赛男子团体瑞典式银牌。